# 廣瀬大貴
廣瀨 大貴(ひろせ だいき、1991年10月6日 - )は、日本の陸上競技選手。京都府出身。洛南高校、明治大学経営学部卒業。大阪ガス所属。

## 来歴・人物
明治大学時代には箱根駅伝に4年連続で出走し、いずれも箱根の山下り6区を担当。1年時の第87回大会では区間17位だったが、2年時には区間8位、3年時には区間2位と年々区間順位を上げ、4年時の第90回大会では千葉健太(駒澤大学卒)の持つ区間記録にあと5秒と迫る58分16秒という好タイムで念願の区間賞を獲得した。
大学卒業後は地元関西の大阪ガスに就職。入社1年目の2014年関西実業団対抗駅伝競走大会で好走し、大阪ガスを55年ぶりの全日本実業団駅伝出場に導いた。また、大阪ガス入社後には駅伝だけでなく、トラックの1500mでも大きく活躍。日本陸上競技選手権大会では入社1年目の第98回大会(2014年)、入社2年目の第99回大会(2015年)と2年連続で準優勝。2015年にはアジア陸上競技選手権大会にも同種目で出場し、4位入賞を果たした。

## 自己ベスト記録
- 1500m - 3分42秒15
- 5000m - 13分42秒59
- 10000m - 28分47秒31
- ハーフマラソン - 1時間03分44秒 [4]